# 富山県道40号高岡庄川線
富山県道40号高岡庄川線（とやまけんどう40ごう たかおかしょうがわせん）は、富山県高岡市と砺波市を結ぶ県道（主要地方道）である。

## 概要

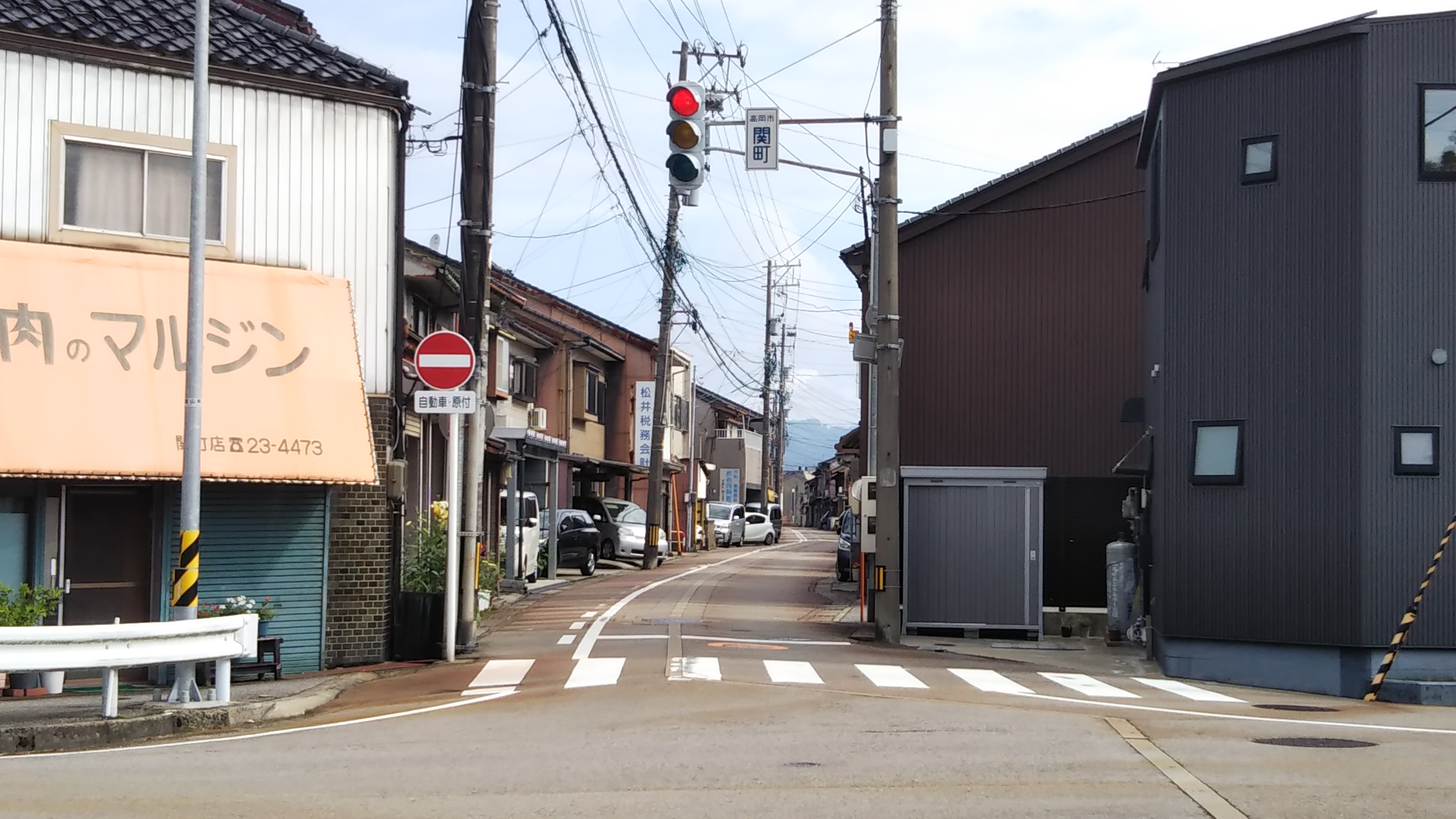
高岡市関町交差点で。

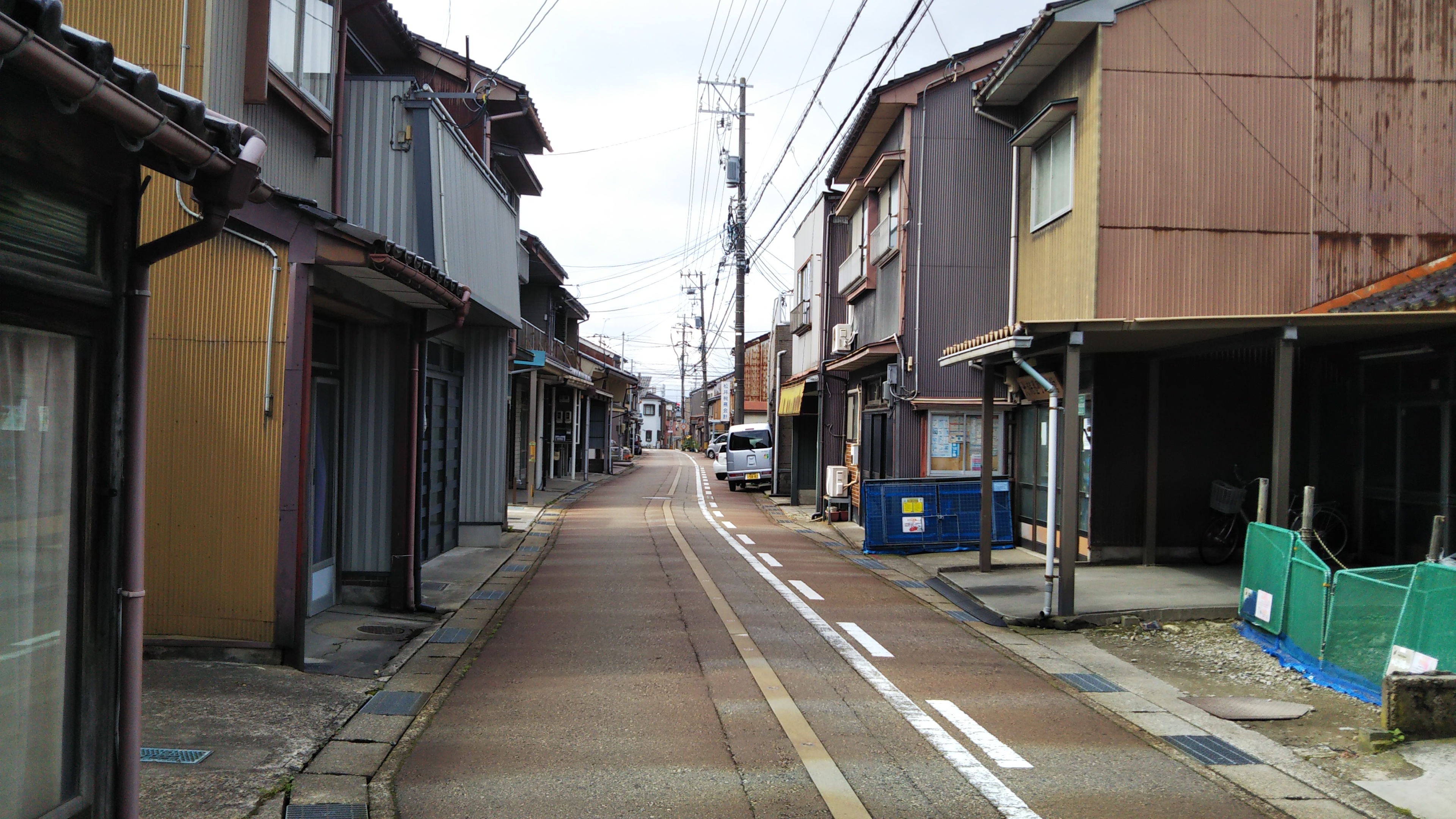
高岡市大鋸屋町付近の狭隘区間で。

概ね2車線が確保されているが、高岡市大工中町から同市大鋸屋町を経て、同市関町の関町交差点に至るまでの区間は、南方向の一方通行路であるため、終点方向からは通行することが出来ない。

### 路線データ
- 起点：富山県高岡市南町14[1]（南町交差点・国道156号交点）
- 終点：富山県砺波市庄川町金屋[1]（金屋交差点・国道156号、国道471号交点）

## 歴史
- 1972年（昭和47年）3月31日：路線認定[1]。
- 1993年（平成5年）5月11日 - 建設省から、県道高岡庄川線が高岡庄川線として主要地方道に指定される[2]。

## 路線状況

### 重複区間
- 富山県道247号中川南町線（高岡市高岡市南幸町・南町交差点 - 高岡市白金町・白金町交差点）
- 国道359号（砺波市久泉・久泉交差点 - 砺波市太田・太田交差点）
- 富山県道17号砺波庄川線（砺波市中野 - 砺波市上中野･上中野交差点）
- 富山県道11号新湊庄川線（砺波市上中野･上中野交差点 - 砺波市上中野）
- 富山県道370号富山庄川小矢部自転車道線（砺波市上中野 - 砺波市庄川町青島）

## 地理

### 通過する自治体
- 高岡市
- 砺波市

### 交差する道路
- 国道156号（高岡市南幸町・南町交差点：起点）
- 富山県道247号中川南町線（高岡市白金町・白金町交差点）
- 富山県道57号高岡環状線[側道部][3]（高岡市林新）
- 富山県道9号富山戸出小矢部線（高岡市戸出大清水・大清水交差点）
- 富山県道353号西部金屋戸出線（高岡市戸出西部金屋）
- 富山県道72号坪野小矢部線（砺波市秋元・秋元交差点）
- 国道359号 砺波東バイパス（砺波市久泉・久泉交差点）
- 国道359号（砺波市太田・太田交差点）
- 富山県道25号砺波細入線（富山県道354号川内五郎丸線重複）（砺波市太田・工業団地口交差点）
- 富山県道17号砺波庄川線（砺波市中野）
- 富山県道11号新湊庄川線・富山県道17号砺波庄川線（砺波市上中野･上中野交差点）
- 富山県道11号新湊庄川線（砺波市上中野）
- 富山県道370号富山庄川小矢部自転車道線（砺波市上中野）
- 富山県道370号富山庄川小矢部自転車道線（砺波市庄川町青島）
- 富山県道371号本町高木出線（砺波市庄川町青島）
- 国道156号・国道471号（砺波市庄川町金屋・金屋交差点：終点）

### 沿線にある施設など
- あいの風とやま鉄道線、JR城端線
  - 高岡駅 - 新高岡駅 - 二塚駅 - 林駅
- 北陸新幹線 新高岡駅
- 総持寺
- 瑞龍寺
- クラシエ製薬 高岡工場
- 高岡地方卸売市場
- 高岡機械工業センター
- 高岡オフィスパーク
  - 能作
- 高岡法科大学
- 北陸自動車道 高岡砺波スマートインターチェンジ
- 高岡ICパーク
- 砺波総合運動公園
- 太田工業団地
- 立山酒造 本社工場
- 庄川
- 関西電力 中野発電所
- 砺波市立庄川中学校
- 庄川生涯学習センター（庄川ふれあいセンター）
- 砺波市役所 庄川支所
- 第一編物
- 砺波市立庄川小学校